# Gramatik
Деніс Яшаревіч (словен. Denis Jašarević, *10 жовтня 1984, Порторож, СР Словенія, Югославія) — більш відомий під сценічним ім'ям як Gramatik, американський музикант і ді-джей словенського походження, грає музику у стилі хіп-хоп та інструментальний хіп-хоп. Проживає у місті Нью-Йорк.

## Ранні роки
Деніс Яшаревіч народився у місті Порторож, Словенія 10 жовтня 1984 року. Цікавитись музикою Яшаревіч почав у віці трьох років, коли його мати ловила за прослуховування касет старшої сестри американського джазу, фанку, соулу, блюзу. Підростаючи, Деніс все більше захоплювався хіп-хоп культурою, зокрема такими артистами як  DJ Premier, Guru, RZA та Dr. Dre.

## Кар'єра
У віці 13 років Яшаревіч почав писати музику, використовуючи свій персональний комп'ютер. Пізніше він почав ділитися своїми роботами на порталі Beatport, здобуваючи більшу і більшу популярність. Саме завдяки Beatport він підписав контракт зі своїм першим агентом Хантером Вілльямсом.
Після того як Яшаревіч підписав контракт з агентством, він переїхав до Нью-Йорка та записав перший студійний альбом у 2008 році Expedition 44. В грудні 2008 року вийшов і другий альбом під назвою Street Bangerz Vol. 1. Цей альбом дуже добре продавався на Beatport, увійшовши навіть до топ-100 чилаут альбомів. За словами Деніса, це було здивуванням для нього, оскільки він не очікував, що коли-небудь хіп-хоп альбом може бути популярним на Beatport.
Через рік Яшаревіч підписав контракт з новоствореним лейблом Pretty Lights, ставши першим його учасником, окрім самого Pretty Lights. Лейбл пропагував ідею безкоштовної музики, яку охоче підтримав Яшаревіч, нагадуючи, що саме через безкоштовне поширення своїх робіт, він зумів себе реалізувати.
У 2013 році Gramatik покинув лейбл, оголосивши, що створює свій власний під назвою Lowtemp Recordings.
9 листопада 2017 року Gramatik запустив свою власну криптовалюту під назвою GRMTK та заробив 2,48 млн доларів (7,500 ефіру) менш, ніж на за добу. Став першим музикантом, який вклав свою інтелектуальну власність у криптовалюту.
25 жовтня 2019 року Gramatik випустив новий альбом Re:Coil, Pt.II. У його створенні взяли участь такі музиканти як Waka Flocka Flame, Раян Шо, Anomalie, ProbCause та інші.

## Дискографія

### Студійні альбоми
- Expedition 44 (2008) (перевиданий у 2014)
- Street Bangerz Vol. 1 (2008) (перевиданий у 2014 як SB1)
- Street Bangerz Vol. 2 (2009) (перевиданий у 2014 as як SB2)
- Street Bangerz Vol. 3 (2010) (перевиданий у 2014 as як SB3)
- No Shortcuts (2010) (перевиданий у 2014)
- Beatz & Pieces Vol. 1 (2011) (перевиданий у 2014)
- Street Bangerz Vol. 4 (2013) (перевиданий у 2014 як SB4)
- The Age of Reason (2014)
- Epigram (2016)
- Re:Coil Part I EP (2017)
- Street Bangerz Vol. 5 (2018)
- Re:Coil, Part II (2019)

### EP
- Dreams About Her (2008) (перевиданий у 2014)
- Water 4 The Soul (2009) (перевиданий у 2014)
- #digitalfreedom EP (2012) (перевиданий у 2015)
- Water 4 The Soul II (2022)

### Сингли
- «You Don't Understand» (2013)
- «Brave Men» (2014)
- «Hit That Jive» (2014)
- «Native Son» (2016)
- «Voyager Twins» (2017)
- «Recovery» (2017)
- «Puff Your Cares Away» (2019)[8]
- «Better Believe It Now» (with Big Gigantic) (2019)[9]
- «Requiem for Peace» (with Anomalie featuring Waka Flocka Flame and Chrishira Perrier) (2019)

### Компіляції
- Coffee Shop Selection (2015)